# كركان بائين (مقاطعة فراهان)
كركان بائين (بالفارسية: کرکان پائین) هي قرية تقع في مركزي في إيران. يقدر عدد سكانها بـ 333 نسمة .